# オットー・ブレンデル
オットー・ルドルフ・マルティン・プレンデル（Otto Rudolf Martin Brendel、1862年8月12日 - 1939年9月6日）は、ドイツの天文学者である。
ベルリン近くのNiederschonhausenに生まれた。ヨーロッパ各地で学び、1890年に博士号を得た。1898年にゲッティンゲン大学の天文学と測地学の教授になった。
おもな業績は天体力学に関するもので、理論的研究の一方、小惑星、彗星、二重星の観測も行った。小天体の理論を研究し1898年から1911年の間に『小惑星の理論』(Theorie der Kleinen Planeten)を発表した。1894年フランス科学アカデミーの、ダモワゾー賞を受賞した。
小惑星(761) ブレンデリアは、ブレンデルを記念して名付けられた。